# Harto Soemodihardjo
Harto Soemodihardjo (4 november 1952) is een Surinaams musicus, componist en producer. Hij speelt op toetsen, piano en gitaar. Hij musiceerde en componeerde jarenlang voor het muziektheater van Thea Doelwijt en Henk Tjon, zowel in Suriname als vanaf 1982 in Nederland. Hij had in Nederland een sleutelrol in het multiculturele muziektheater en speelde en componeerde voor diverse artiesten, onder wie sinds 2000 als vaste componist en toetsenist voor Jörgen Raymann.

## Biografie

### Suriname
Soemodihardjo begon zijn muzikale loopbaan rond 1972. In dat jaar speelde hij orgel in de musical Hare Lach, geproduceerd door Thea Doelwijt en Henk Tjon met muziek van Roy Mac Donald en Walter Muringen. Met dit viertal bleef Soemodihardjo vaak samenwerken. Voor het stuk Land te koop van Doelwijt en Tjon speelde hij in 1973 piano en trad hij ook op in Nederland en Curaçao. In 1975 speelde hij synthesizer in de rock-musical Fri-libi van hetzelfde producentenduo. Vanaf de tweede helft van de jaren 1970 speelde en componeerde hij voor het Doe-theater van Doelwijt en Tjon. Na een korte aanwezigheid keerde hij daar in 1979 weer terug. Met het Doe-theater trad hij ook op in Nederland.
Soemodihardjo was een van de grondleggers van het componistenfestival SuriPop, dat in 1982 van start ging.

### Nederland
1982 was eveneens het jaar dat hij naar Nederland verhuisde, evenals een groot deel van de andere leden van het Doe-theater, omdat door reprises maatschappijkritische voorstellingen nagenoeg onmogelijk waren geworden in Suriname. In Nederland was zijn vervolg daarom de eerste jaren opnieuw met Doelwijt. Hij speelde en componeerde een tijd voor de Falling Stones en verder gedurende de jaren voor artiesten als Gerda Havertong, Denise Jannah, Ruth Jacott, Manoushka Zeegelaar Breeveld en Candy Dulfer. Hij speelde in deze jaren een sleutelrol in het multiculturele muziektheater. Sinds 2000 is hij de vaste componist en toetsenist op televisie en tijdens theatershows voor Jörgen Raymann.
Daarnaast had hij muzikaal een rol van betekenis in onder meer de film Hoe duur was de suiker (2013), het theaterstuk Een ode aan het Doe-theater (2016, met Roy Mac Donald en Walter Muringen), de videoclip Kom uit de kast (2017) van oorspronkelijk de Corona Band en de theaterproductie De Suriname Monologen (2019).

## Waardering
In 2011 werd Soemodihardjo onderscheiden met de Cosmic Award, als waardering voor zijn aandeel in de ontwikkeling van Surinaamse muziek in Nederland. In juni 2012 werd hij benoemd tot lid van de Orde van Oranje-Nassau. Hij kreeg het lintje opgespeld in de Stadsschouwburg door de Amsterdamse burgemeester Eberhard van der Laan.